# St. Laurentius (Ahrweiler)

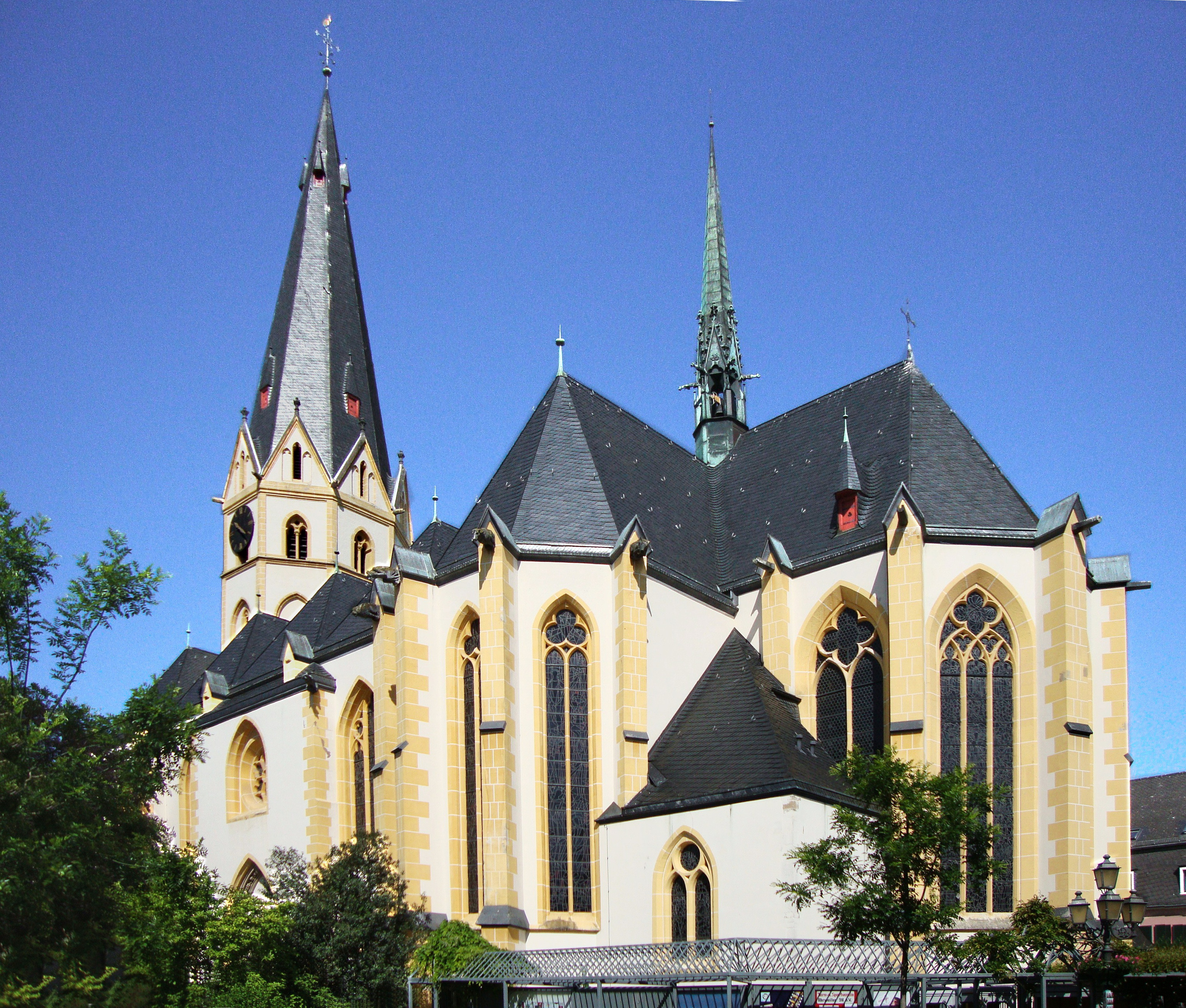
St. Laurentius in Ahrweiler

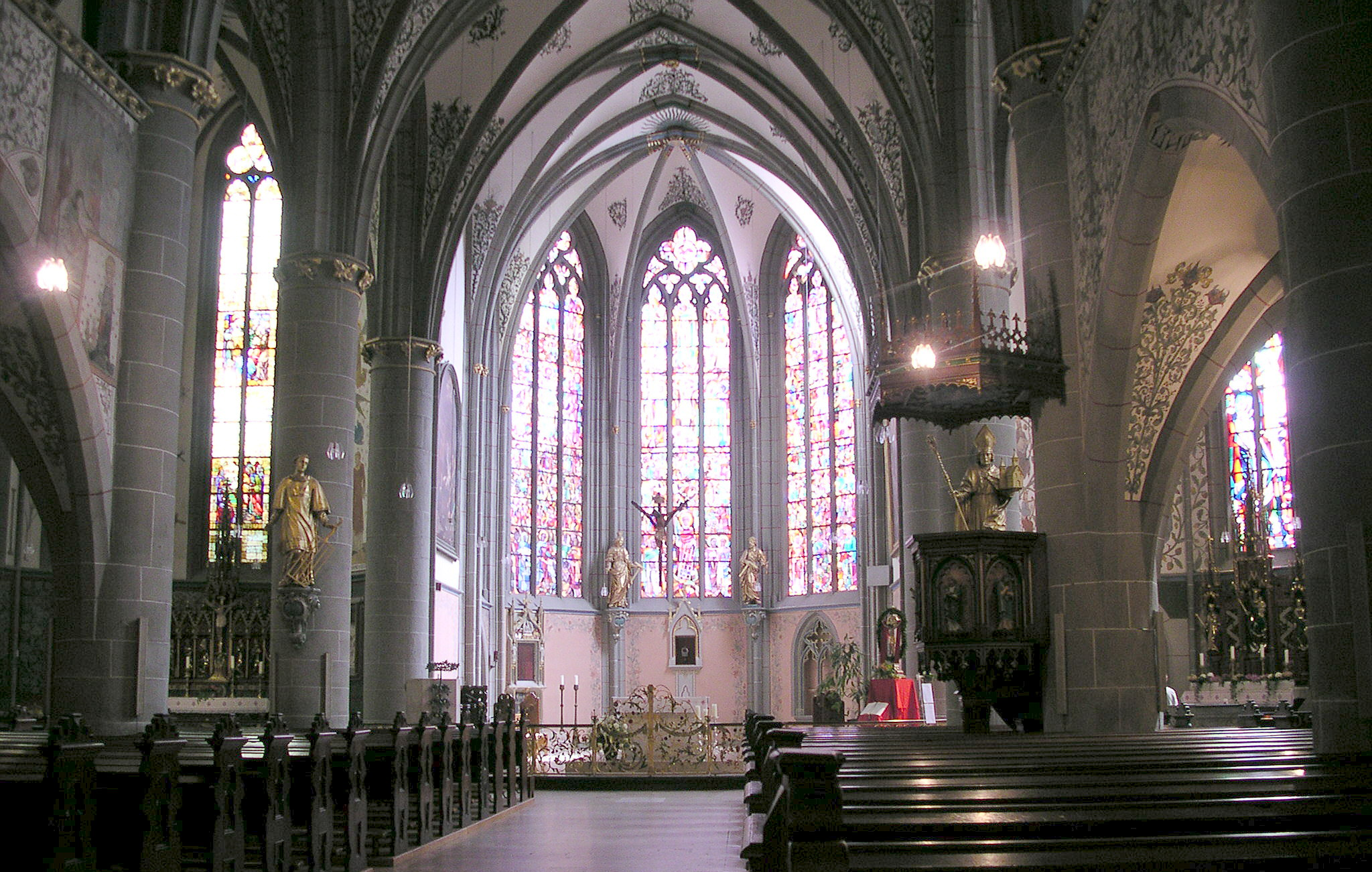
Innenraum

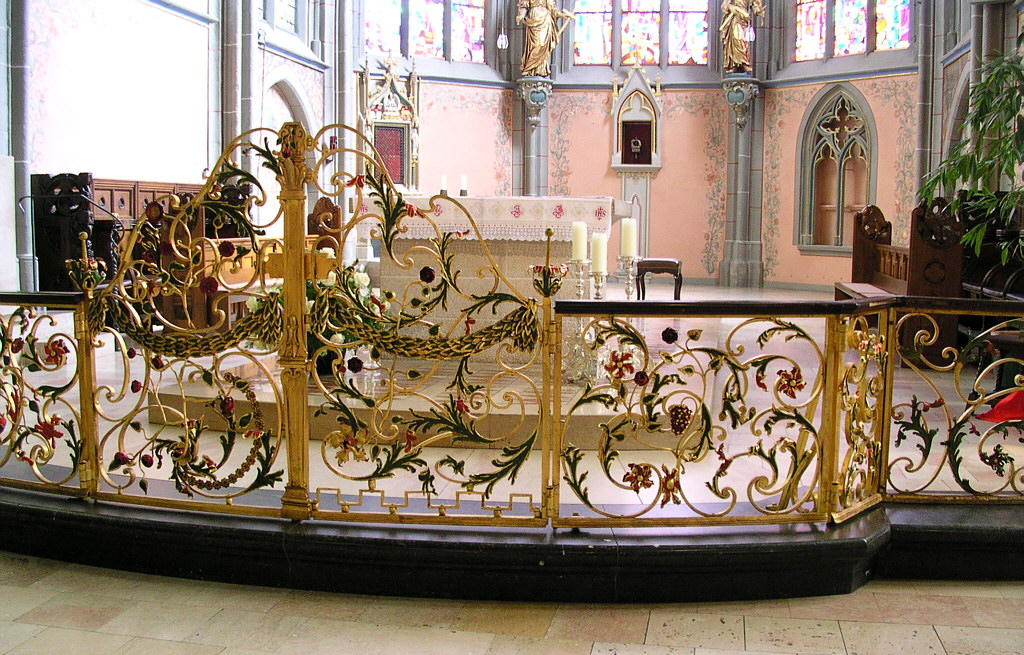
Kommunionbank und Chorraum (vor 2021)

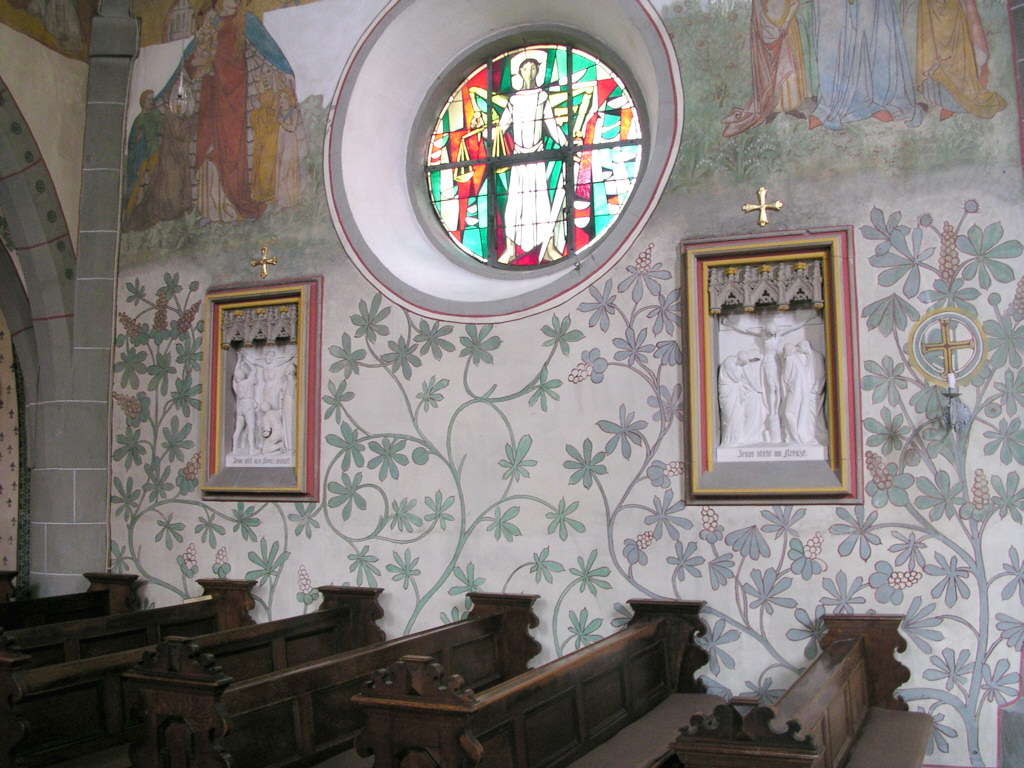
Wand mit Fresken und zwei Kreuzwegstationen

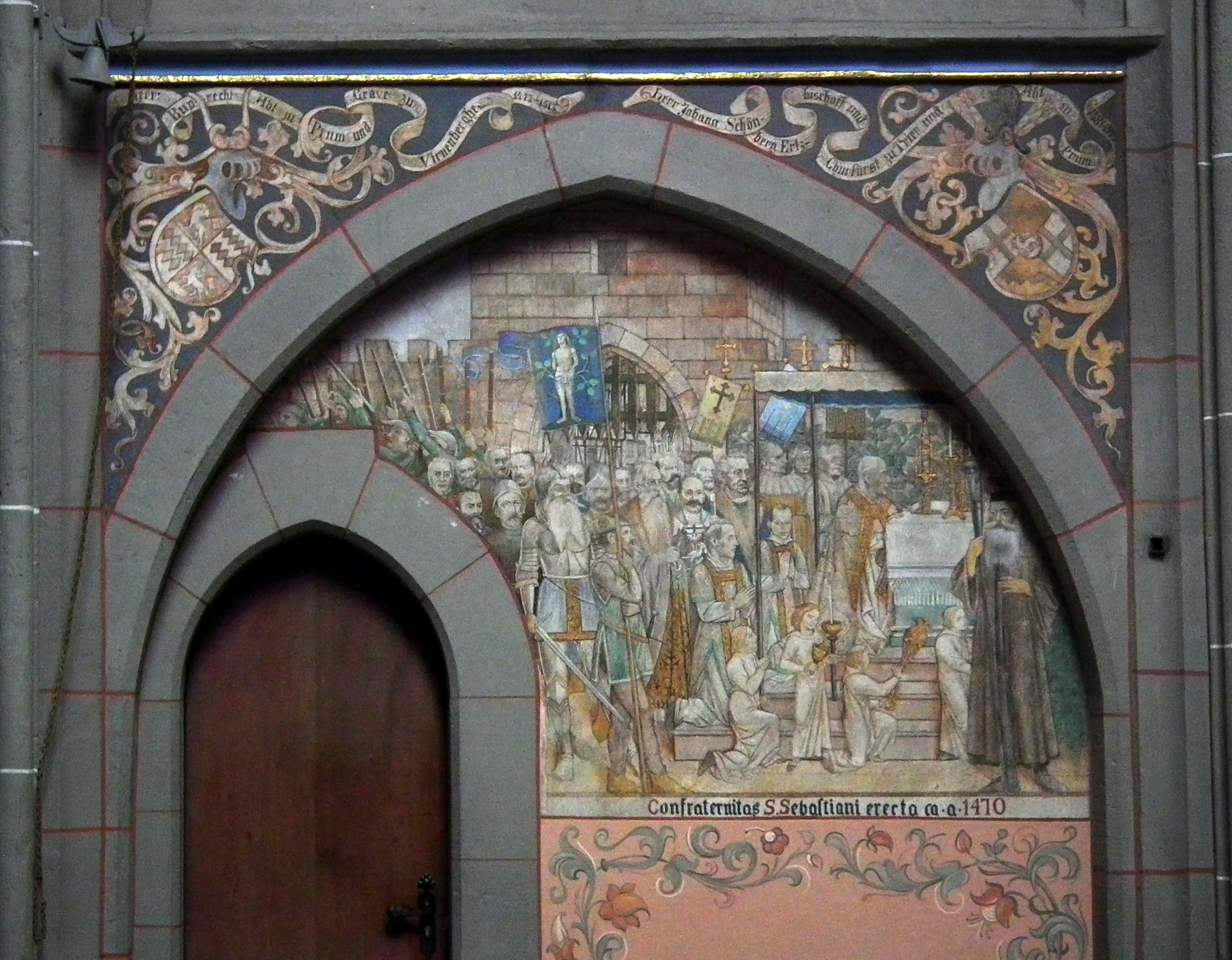
Bild im Chorraum: Fronleichnam

Die römisch-katholische Pfarrkirche St. Laurentius in Ahrweiler im nördlichen Rheinland-Pfalz ist die älteste Hallenkirche des Rheinlandes.

## Geschichte
Ahrweiler gehörte einst der Abtei Prüm. Diese ließ unter Abt Gottfried von Prüm im 13. Jahrhundert die Kirche errichten (Grundsteinlegung 1269) und entsandte Benediktiner-Mönche aus Prüm als Pfarrer nach Ahrweiler. Nach Säkularisation und Auflösung der Abtei Prüm unter Napoleon wurden die Pfarrer nicht mehr vom Prümer Abt, sondern vom Bischof berufen. Die Pfarrei gehört seit 1824 zum Bistum Trier.
Gegen Ende des Zweiten Weltkriegs wurden Anfang März 1945 Dach und Turm der Pfarrkirche durch Artilleriebeschuss beschädigt. Beim Hochwasser im Juli 2021 stand das Wasser eineinhalb Meter hoch in der Kirche. Die Sanierung nach der Katastrophe dauerte bis Sommer 2025. Am Sonntag, 10. August 2025, wurde die Kirche wiedereröffnet und durch den Trierer Bischof Stephan Ackermann neu eingesegnet.

## Architektur und Ausstattung

### Äußeres
Das Kirchengebäude ist eine dreischiffige gotische Hallenkirche, deren Fassaden durch Strebepfeiler gegliedert sind. Das Mauerwerk besteht aus verputztem Bruchstein. Der eingebaute oktogonale Turm aus Tuffquadern und Trachyt ist ab Dachansatz des Langhauses dreigeschossig und wird von Giebelkranz und Spitzhelm abgeschlossen. Letzterer ist ein Werk des Trierer Dombaumeisters Wilhelm Schmitz. Er hat in der Zeit zwischen 1899 und 1912 die Ahrweiler Laurentiuskirche maßgeblich renoviert und umgestaltet. Das Langhaus ist vier Joche lang, jedes Joch auf jeder Seite trägt ein Walmdach. Daran schließt sich jeweils ein schräg gestellter Seitenchor an.

### Inneres
Die Seitenchöre und der Hauptchor werden von fünf Seiten eines Achtecks begrenzt. Die Emporen sind drei Joche lang und dämpfen das Licht in den Seitenschiffen. Starke Rundpfeiler tragen das Kreuzrippengewölbe. Der Innenraum ist 44,20 m lang und 20,80 m breit. Die Scheitelhöhe des Kreuzrippengewölbes beträgt 14,40 m.
Zur Ausstattung gehören ein spätgotischer Taufstein, eine Mondsichelmadonna in der Marienkapelle, eine Monstranz, die um 1400 entstanden ist, und ein gotischer Sakramentsschrein von 1481. Der Chor wird durch eine schmiedeeiserne Kommunionbank aus dem 18. Jahrhundert abgeschlossen, der Kreuzweg wurde erst 1906 erworben.
In den Jahren 1901 bis 1907 legte der Kölner Maler und Restaurator Bardenheuer 14 mittelalterliche Fresken frei und ersetzte schadhafte Teile. Zu diesen Bildwerken gehören neben der Darstellung des Jüngsten Gerichts und anderen biblischen Szenen zwei Bilder aus dem Leben und Sterben des heiligen Laurentius und in der rechten Ecke der Südwand das älteste, wahrscheinlich aus dem 14./15. Jahrhundert stammende Fresko mit sieben weiteren Heiligen. 1918 malte Bardenheuer an der Nordseite des Chors die Ahrweiler Fronleichnamsprozession aus der Zeit um 1470 an einem der Segensaltäre. Auf dem Altar steht die alte gotische Turmmonstranz der Pfarrei.
Seit der Auflösung des Klosters Kalvarienberg bewahrt die Kirche in einem Schrein einige Reliquien und Gegenstände aus dem ehemaligen Kloster, darunter vor allem Reliquien der heiligen Ursula und ihrer Gefährtinnen, aber auch wertvolle Gefäße und eine Staurothek.
Zur Wiedereröffnung nach der Flutkatastrophe erhielt die Kirche einen neuen Zelebrationsaltar aus belgischem Blaustein, entworfen von Eva von der Stein. Zwei hell geschliffene Linien aus Messing erinnern an die Flutkatastrophe. Die eine symbolisiert den Wasserstand der Ahr in der Kirche bei der Flut und wird von der anderen durchkreuzt, die eine Welle symbolisiert. Bischof Ackermann sagte dazu in seiner Predigt: „Ohne Wasser gibt es kein Leben, aber Wasser kann ebenso bedrohlich, ja todbringend sein.“ In den Altar konnten die beiden Reliquien aus dem früheren Altar wieder eingelassen werden, die nach der Flut gerettet worden waren. Sie stammen von zwei Seligen, die eine Zeit lang in Ahrweiler lebten: von Peter Friedhofen (1819–1860), dem Gründer der Barmherzigen Brüder von Maria-Hilf, und von Ursulinen-Schwester Blandine Merten. Ebenfalls neu ist der Ambo aus dem gleichen Stein wie der Altar.

### Orgel

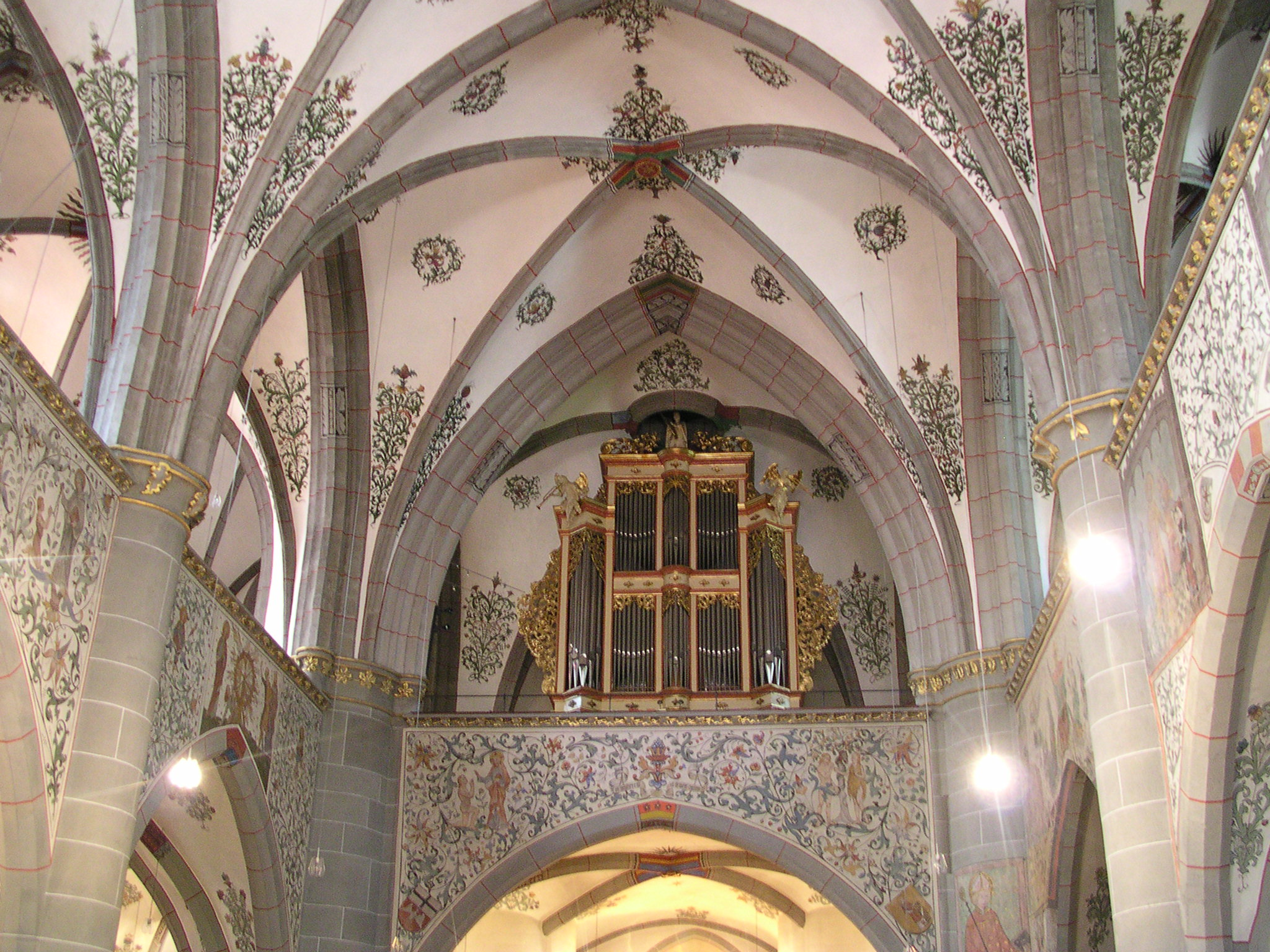
Blick auf die Orgel

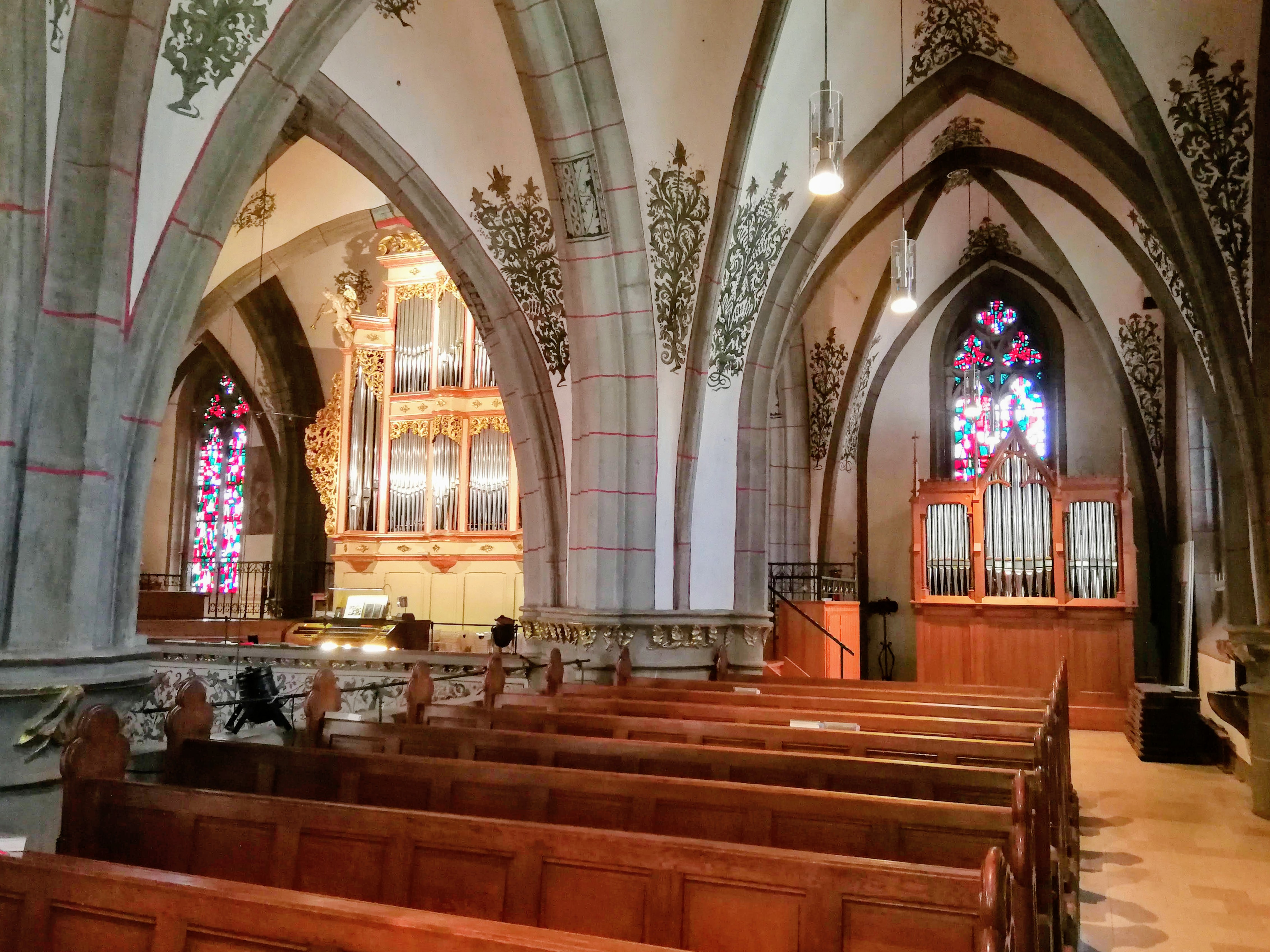
Orgel und neues Solowerk

Die Geschichte der Orgeln reicht zurück in das 16. Jahrhundert; das erste nachweisbare Instrument wurde vom Brand der Kirche beim großen Stadtbrandt am 1. Mai 1689 erfasst und wurde unbrauchbar. 1717 wurde ein neues Instrument in Auftrag gegeben. Es wurde von dem Orgelbauer Balthasar König aus Münstereifel gebaut und 1728 fertiggestellt und eingeweiht.
Die heutige Orgel wurde 1991 von der Orgelbauwerkstatt Fischer + Krämer (Endingen) gebaut. Sie ersetzte ein Instrument von Johannes Klais Orgelbau (Bonn) aus dem Jahr 1956, zum Teil mit Pfeifenmaterial der Vorgängerorgel von Stahlhut (1903). In der heutigen Orgel wurden einige Register wiederverwendet. Das Barockgehäuse stammt aus dem 16. Jahrhundert.
2004 wurde das Instrument um ein Solowerk mit drei Hochdruckregistern erweitert, das in einem historischen, neugotischen Gehäuse auf der Seitenempore aufgestellt wurde. Das Solo- bzw. Bombardwerk lässt sich an jedes Manualwerk und das Pedal frei ankoppeln.
2009 erhielt die Orgel zusätzlich ein Röhrenglockenspiel; es hat 25 nach oben geschlossene Klangröhren aus Messing mit einem Tonumfang von g0 bis g2.
Die Orgel ist ein Schleifladeninstrument mit 49 Registern, davon 27 neu, auf drei Manualen und Pedal. Die Spieltrakturen sind mechanisch, die Registertrakturen elektrisch.
| I Hauptwerk C–a3 |              |        |     |
| 01.              | Bourdon      | 16′    | (S) |
| 02.              | Principal    | 08′    |     |
| 03.              | Rohrgedeckt  | 08′    |     |
| 04.              | Gemshorn     | 08′    | (K) |
| 05.              | Octave       | 04′    |     |
| 06.              | Duiflöte     | 04′    |     |
| 07.              | Quinte       | 02 ⁄3′ |     |
| 08.              | Octave       | 02′    |     |
| 09.              | Mixtur IV-V  | 01 ⁄3′ | (K) |
| 10.              | Cymbel III   | 02⁄3′  | (K) |
| 11.              | Trompete     | 08′    |     |
|                  | Tremulant    |        |     |
|                  | Glockenspiel |        | (E) |

| Solowerk C–a3 |                  |     |     |
| 47.           | Montre           | 08′ | (N) |
| 48.           | Flûte harmonique | 04′ | (N) |
| 49.           | Tuba             | 08′ | (N) |

| II Oberwerk C–a3 |                  |         |     |
| 12.              | Lieblich Gedeckt | 08′     | (K) |
| 13.              | Quintatön        | 08′     | (K) |
| 14.              | Praestant        | 04′     |     |
| 15.              | Rohrflöte        | 04′     |     |
| 16.              | Nasard           | 02 ⁄3′  | (K) |
| 17.              | Octave           | 02′     | (K) |
| 18.              | Terz             | 01 3⁄5′ | (K) |
| 19.              | Larigot          | 01 ⁄3′  | (K) |
| 20.              | Sifflet          | 01′     |     |
| 21.              | Mixtur III       | 01′     |     |
| 22.              | Dulcian          | 16′     | (K) |
| 23.              | Krummhorn        | 08′     | (K) |
|                  | Tremulant        |         |     |

| III Schwellwerk C–a3 |                      |        |     |
| 24.                  | Flûte harmonique     | 08′    | (S) |
| 25.                  | Bourdon              | 08′    | (S) |
| 26.                  | Gambe                | 08′    |     |
| 27.                  | Salicional           | 08′    |     |
| 28.                  | Voix céleste         | 08′    | (S) |
| 29.                  | Flûte octaviante     | 04′    | (S) |
| 30.                  | Octavin              | 0 2′   |     |
| 31.                  | Cornet III-V         | 02 ⁄3′ |     |
| 32.                  | Fourniture IV        | 02′    |     |
| 33.                  | Basson               | 16′    |     |
| 34.                  | Trompette harmonique | 08′    |     |
| 35.                  | Hautbois             | 08′    | (S) |
| 36.                  | Chalumeau            | 04′    |     |
|                      | Tremulant            |        |     |

| Pedal C–g1 |               |         |     |
| 37.        | Principal     | 16′     | (S) |
| 38.        | Subbaß        | 16′     | (S) |
| 39.        | Quintbaß      | 10 2⁄3′ |     |
| 40.        | Octavbaß      | 08′     | (S) |
| 41.        | Gemshornbaß   | 08′     |     |
| 42.        | Choralbaß     | 04′     | (K) |
| 43.        | Hintersatz IV | 02 ⁄3′  |     |
| 44.        | Bombarde      | 32′     |     |
| 45.        | Posaune       | 16′     |     |
| 46.        | Trompete      | 08′     |     |

- Koppeln: II/I, III/I, III/II, I/P, II/P, III/P (auch als Superoktavkoppel)
- Anmerkungen:

(S) = Register von 1903 (Stahlhut)
(K) = Register von 1956 (Klais)
(N) = Register von 2004
(E) = Register von 2009

### Glocken
Das Geläut besteht aus neun Glocken, wovon die kleinste Glocke im Dachreiter über der Vierung hängt und die übrigen im Hauptturm hängen. Als beim Brand 1689 das ursprüngliche Geläut schmolz, goss 1694 Johannes Bourlet aus Jülich vier Glocken. In der Barockzeit kamen zwei kleinere Glocken hinzu. Um den originalen Bestand wiederherzustellen, goss im Jahr 2000 die Eifeler Glockengießerei Mark aus Brockscheid drei Glocken, die von der St.-Sebastianus-Schützengesellschaft (Sebastianusglocke), dem Kirchenchor (Cäcilienglocke) und einer Ahrweiler Familie (Seligenglocke) gespendet wurden. Die Läuteordnung gibt unter anderem vor, wann zu „dingeln“ ist. Das Dingeln entspricht dem im Rheinland einst weit verbreiteten Beiern. Zu besonderen Anlässen, wie beispielsweise zur Christmette, an Fronleichnam und in der Osterzeit wird gedingelt.
| Nr. | Name                                    | Gussjahr | Gießer, Gussort                           | Durchmesser (mm) | Masse (kg) | Schlagton |
| --- | --------------------------------------- | -------- | ----------------------------------------- | ---------------- | ---------- | --------- |
| 1   | Sebastianus                             | 2003     | Eifeler Glockengießerei Mark, Brockscheid | 1480             | 2000       | cis1 - 8  |
| 2   | Großer Laurentius                       | 1694     | Johannes Bourlet, Jülich                  | 1320             | 1400       | e1 - 3    |
| 3   | Josef                                   | 1694     | Johannes Bourlet, Jülich                  | 1190             | 1100       | fis1 - 6  |
| 4   | Muttergottes                            | 1694     | Johannes Bourlet, Jülich                  | 1100             | 850        | fis1 - 1  |
| 5   | Cäcilia                                 | 2003     | Eifeler Glockengießerei Mark, Brockscheid | 930              | 510        | a1 - 4    |
| 6   | Selige                                  | 2003     | Eifeler Glockengießerei Mark, Brockscheid | 700              | 260        | cis2 - 4  |
| 7   | Kleiner Laurentius                      | 1731     | Johann Heinrich Dinkelmeyer, Köln         | 630              | 190        | e2 -10    |
| 8   | Severin und Johannes                    | 1751     | Engelbert Fuchs, Köln                     | 570              | 120        | fis2 -13  |
| 9   | Ave-Maria-, Sturm- oder Eilig-Glöckchen | 1694     | Johannes Bourlet, Jülich                  | 500              |            | gis2      |

## Pfarrei St. Laurentius
Die Pfarrei St. Laurentius gehört mit den sieben anderen Pfarreien der Stadt Bad Neuenahr-Ahrweiler (Bad Neuenahr: St. Marien und St. Willibrord; Bad Neuenahr-Ahrweiler: St. Pius; Ramersbach: St. Barbara; Heimersheim: St. Mauritius; Heppingen: St. Martin; Kirchdaun/Gimmigen: St. Lambertus) seit dem 1. September 2011 zur Pfarreiengemeinschaft Bad Neuenahr-Ahrweiler. Zusammen mit vier anderen Pfarreiengemeinschaften (Adenau, Altenahr, Schuld und Grafschaft) bilden sie das Dekanat Ahr – Eifel im Bistum Trier. Die Kirchengemeinde unterhält zwei Kindertagesstätten in der Betriebsträgerschaft der Kita gGmbH Koblenz.
Zur Gemeinde gehört die Filiale Walporzheim mit der Kapelle St. Josef. Neben den beiden Kirchen gibt es in der Pfarrei das Pfarrhaus (Marktplatz 13), die Zehntscheuer und das Pfarrheim mit einer öffentlichen Bücherei.